# Kazimierz Kantak

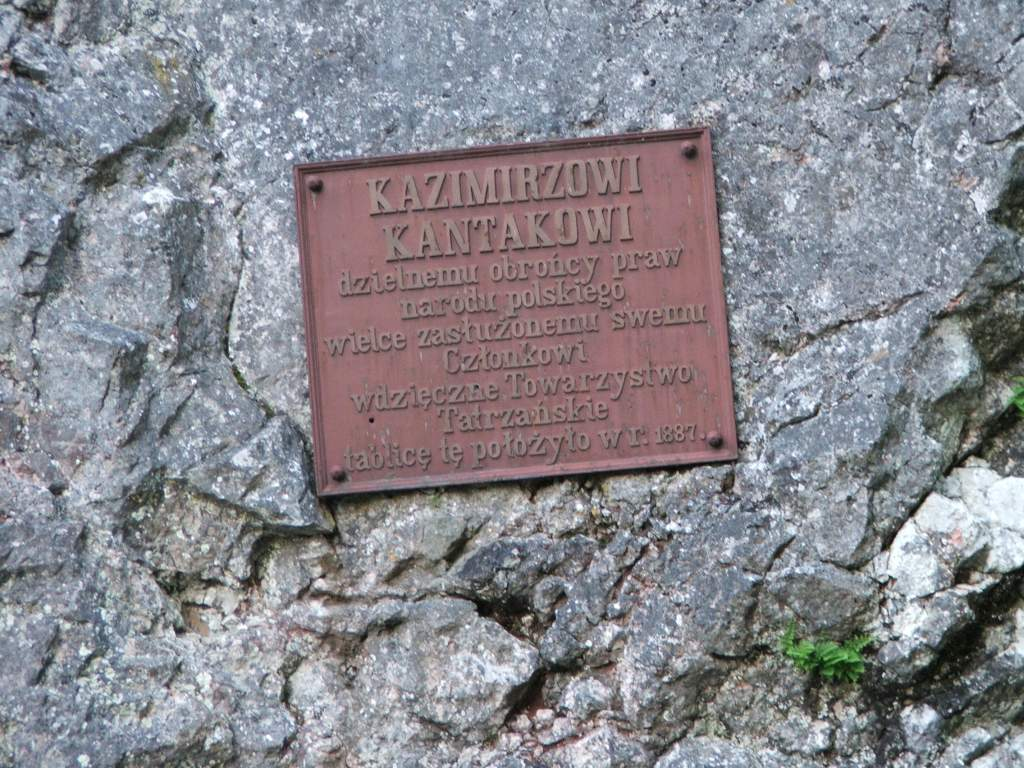
Tablica pamiątkowa na Bramie Kantaka

Kazimierz Kantak (ur. 22 marca 1824 w Poznaniu, zm. 28 grudnia 1886 tamże) – polski działacz polityczny i społeczny, rentier. Działał na terenie Wielkopolski. Był posłem na sejm pruski oraz do parlamentu niemieckiego. Zasłużony obrońca sprawy polskiej. Członek Zarządu Centralnego Towarzystwa Gospodarczego dla Wielkiego Księstwa Poznańskiego w 1861 roku.

## Życiorys
Był synem referendariusza sądu ziemiańskiego i Konstancji z domu Leitgeber. W latach 1834–41 uczęszczał do Gimnazjum św. Marii Magdaleny, a po przerwie spowodowanej chorobą i pobytem na leczeniach naukę kontynuował w gimnazjum w Chełmnie, gdzie w 1845 został aresztowany za udział w konspiracji.
Dyktator powstania styczniowego Marian Langiewicz wyznaczył go na swojego sekretarza, jednak Kantak nie zdążył objąć tego stanowiska z powodu upadku dyktatury.
Po aresztowaniu więziony był w Grudziądzu i Moabicie w Berlinie. Został zwolniony w 1847 po procesie berlińskim. Wstąpił następnie do polskiej Legii Akademickiej i w jej szeregach powrócił do Wielkiego Księstwa Poznańskiego.
W kwietniu 1848 po bitwie pod Podgrzybowem został wzięty do niewoli i osadzony w forcie kostrzyńskim.
W 1853 nabył zadłużony majątek ziemski Dobieszewko w powiecie szubińskim.
W 1862 został wybrany reprezentantem sejmu pruskiego z okręgu wyborczego szubińsko-inowrocławskiego. Tę funkcję poselską pełnił do 1866 r., gdy rozpoczął reprezentować okręg wyborczy gnieźnieńsko-wągrowiecko-mogileński.
Kantak był wielkim miłośnikiem Tatr, w latach 1876–86 był delegatem Towarzystwa Tatrzańskiego na zabór pruski. Od 1878 był członkiem honorowym Towarzystwa.
Zmarł 28 grudnia 1886 w Poznaniu.
W 1887 został pośmiertnie uhonorowany poprzez nazwanie Niżniej Kościeliskiej Bramy w Dolinie Kościeliskiej Bramą Kantaka – znajduje się tam też tablica pamiątkowa.
W Poznaniu istnieje ulica Kazimierza Kantaka.